# Бапська
Бапська (хорв. Bapska) — населений пункт у Хорватії, у Вуковарсько-Сремській жупанії у складі міста Ілок.

## Населення
Населення за даними перепису 2011 року становило 928 осіб.
Динаміка чисельності населення поселення:

## Клімат
Середня річна температура становить 11,03 °C, середня максимальна – 24,82 °C, а середня мінімальна – -5,26 °C. Середня річна кількість опадів – 662 мм.
| Клімат поселення                              | Клімат поселення | Клімат поселення | Клімат поселення | Клімат поселення | Клімат поселення | Клімат поселення | Клімат поселення | Клімат поселення | Клімат поселення | Клімат поселення | Клімат поселення | Клімат поселення | Клімат поселення |
| Показник                                      | Січ.             | Лют.             | Бер.             | Квіт.            | Трав.            | Черв.            | Лип.             | Серп.            | Вер.             | Жовт.            | Лист.            | Груд.            |                  |
| Середній максимум, °C                         | 5,96             | 7,52             | 11,92            | 16,68            | 21,96            | 24,82            | 24,69            | 24,66            | 20,66            | 15,33            | 9,33             | 5,53             |                  |
| Середня температура, °C                       | 0,36             | 1,90             | 6,32             | 11,05            | 16,36            | 19,21            | 20,86            | 20,82            | 16,80            | 11,49            | 5,49             | 1,69             |                  |
| Середній мінімум, °C                          | −5,26            | −3,72            | 0,72             | 5,44             | 10,74            | 13,59            | 17,02            | 16,99            | 12,97            | 7,66             | 1,65             | −2,14            |                  |
| Норма опадів, мм                              | 42               | 38               | 40               | 53               | 61               | 87               | 69               | 61               | 50               | 49               | 59               | 53               |                  |
| Середньомісячна швидкість вітру, м/с          | 2.26             | 2.50             | 2.90             | 2.80             | 2.50             | 2.26             | 2.20             | 2.07             | 2.02             | 2.26             | 2.33             | 2.30             |                  |
| Середньомісячна сонячна радіація, кДж/м²·день | 4457             | 7242             | 11315            | 15694            | 19384            | 21689            | 22296            | 20319            | 15185            | 9750             | 5109             | 3691             |                  |
| --------------------------------------------- | ---------------- | ---------------- | ---------------- | ---------------- | ---------------- | ---------------- | ---------------- | ---------------- | ---------------- | ---------------- | ---------------- | ---------------- | ---------------- |
| Джерело:                                      |                  |                  |                  |                  |                  |                  |                  |                  |                  |                  |                  |                  |                  |